# Kathi Seefeld
Kathi Seefeld (* 30. November 1964 in Bernburg) ist eine deutsche Journalistin und Beraterin. Sie war von 2023 bis 2024 Regierungssprecherin des Freistaates Thüringen.

## Leben
Seefeld erlangte 1983 das Abitur und volontierte von 1983 bis 1984 bei der Volksstimme in Magdeburg. Danach studierte sie von 1984 bis 1988 Journalistik an der Karl-Marx-Universität Leipzig und schloss das Studium als Diplom-Journalistin ab. 
Anschließend war sie von 1989 bis 1994 Redakteurin bei der Jungen Welt. Von 1994 bis 2002 arbeitete sie als freie Journalistin und PR-Beraterin, unter anderem für die taz und das nd. Von 2002 bis 2017 war sie die Sprecherin der Fraktion Die Linke im Abgeordnetenhaus von Berlin. Von 2017 bis 2023 war sie stellvertretende Sprecherin des Berliner Senats (Senat Müller II und Senat Giffey).
Am 1. August 2023 wurde Seefeld unter Ministerpräsident Bodo Ramelow (Die Linke) als Nachfolgerin von Falk Neubert zur Regierungssprecherin des Freistaates Thüringen (Kabinett Ramelow II) ernannt. Mit Bildung des Kabinetts Voigt im Dezember 2024 schied sie aus dem Amt aus.